# Estadio Antonio José de Sucre
Het Estadio Antonio José de Sucre is een multifunctioneel stadion in Puerto Ayacucho, een stad in Venezuela. 
Het stadion wordt vooral gebruikt voor voetbalwedstrijden, de voetbalclub Tucanes de Amazonas F.C. maakt gebruik van dit stadion. In het stadion is plaats voor 7.000 toeschouwers. Het stadion werd geopend in .